# Fabienne Courtiade
Fabienne Courtiade (n. 1970, Villeneuve-Saint-Georges, Région parisienne, Franța) este o sculptoriță franceză de monede și medalii.

## Biografie
- 1989: CAP gravure en taille douce.
- 1991: Diplôme des métiers d'art de l'École Estienne.
- 1996: Atelierul de gravură al Monetăriei din Paris.

Ea este autoarea desenului Mariannei pe monedele franceze de 1, 2 și 5 centime de euro.
Fabienne Courtiade este și artista care a creat piesele de colecție de 1 1/2 euro, 10 euro și de 20 de euro, cu efigia lui Pierre de Coubertin, fondatorul Jocurilor Olimpice moderne.